# Uganda na Letnich Igrzyskach Olimpijskich 2004
Uganda na Letnich Igrzyskach Olimpijskich 2004 – występ kadry sportowców reprezentujących Ugandę na igrzyskach olimpijskich w Atenach. Reprezentacja liczyła 11 zawodników – 9 mężczyzn i 2 kobiety.
Był to dwunasty występ reprezentacji Ugandy na letnich igrzyskach olimpijskich.

## Reprezentanci

### Boks
| Zawodnik         | Konkurencja     | 1/16                    | 1/8              | Ćwierćfinał      | Półfinał         | Finał            | Finał   | Źródło |
| Zawodnik         | Konkurencja     | Przeciwnik Wynik        | Przeciwnik Wynik | Przeciwnik Wynik | Przeciwnik Wynik | Przeciwnik Wynik | Miejsce | Źródło |
| ---------------- | --------------- | ----------------------- | ---------------- | ---------------- | ---------------- | ---------------- | ------- | ------ |
| Jolly Katongole  | waga papierowa  | Yalçinkaya P 7-22       | NQ               | NQ               | NQ               | NQ               | 17.     | [ 1 ]  |
| Brian Mayanja    | waga piórkowa   | Żafarow P RSC           | NQ               | NQ               | NQ               | NQ               | 17.     | [ 2 ]  |
| Sam Rukundo      | waga lekka      | Tamsamani W 30-22       | de Jesús W 24-22 | Chraczow P 18-31 | NQ               | NQ               | 5.      | [ 3 ]  |
| Sadat Tebazaalwa | waga półśrednia | Silamu P 17-29          | NQ               | NQ               | NQ               | NQ               | 17.     | [ 4 ]  |
| Joseph Lubega    | waga średnia    | Prasathinphimai P 21-30 | NQ               | NQ               | NQ               | NQ               | 17.     | [ 5 ]  |

### Lekkoatletyka
Mężczyźni
| Zawodnik                  | Konkurencja      | Eliminacje | Eliminacje | Półfinał | Półfinał | Finał    | Finał   | Źródło |
| Zawodnik                  | Konkurencja      | Wynik      | Miejsce    | Wynik    | Miejsce  | Wynik    | Miejsce | Źródło |
| ------------------------- | ---------------- | ---------- | ---------- | -------- | -------- | -------- | ------- | ------ |
| Paskar Owor               | bieg na 800 m    | 1:47,87    | 46.        | NQ       | NQ       | NQ       | NQ      | [ 6 ]  |
| Boniface Kiprop Toroitich | bieg na 10 000 m | —          | —          | —        | —        | 27:25,48 | 4.      | [ 7 ]  |
| Wilson Busienei           | bieg na 10 000 m | —          | —          | —        | —        | 28:10,75 | 11.     | [ 7 ]  |

Kobiety
| Zawodniczka     | Konkurencja    | Eliminacje | Eliminacje | Finał | Finał   | Źródło |
| Zawodniczka     | Konkurencja    | Wynik      | Miejsce    | Wynik | Miejsce | Źródło |
| --------------- | -------------- | ---------- | ---------- | ----- | ------- | ------ |
| Dorcus Inzikuru | bieg na 5000 m | 15:38,59   | 24.        | NQ    | NQ      | [ 8 ]  |

### Pływanie
Mężczyźni
| Zawodnik        | Konkurencja          | Eliminacje | Eliminacje | Półfinał | Półfinał | Finał | Finał   | Źródło |
| Zawodnik        | Konkurencja          | Czas       | Miejsce    | Czas     | Miejsce  | Czas  | Miejsce | Źródło |
| --------------- | -------------------- | ---------- | ---------- | -------- | -------- | ----- | ------- | ------ |
| Edgar Luberenga | 50 m stylem dowolnym | 27,77      | 75.        | NQ       | NQ       | NQ    | NQ      | [ 9 ]  |

### Podnoszenie ciężarów
Kobiety
| Zawodniczka  | Konkurencja   | Rwanie | Rwanie  | Podrzut | Podrzut | Razem  | Pozycja | Źródło |
| Zawodniczka  | Konkurencja   | Wynik  | Pozycja | Wynik   | Pozycja | Razem  | Pozycja | Źródło |
| ------------ | ------------- | ------ | ------- | ------- | ------- | ------ | ------- | ------ |
| Irene Ajambo | waga do 69 kg | 60 kg  | 10.     | 90 kg   | =8.     | 150 kg | 9.      | [ 10 ] |